# Wang Chu
Wang Chu (chinois simplifié : 王楚; chinois traditionnel : 王楚; pinyin : Wang Chu), né le 10 janvier 1991 à Chengdu, est un footballeur chinois qui évolue au poste de milieu à Cova da Piedade.

## Biographie
En 2004, grâce au partenariat liant la fédération de sa province du Sichuan au FC Metz, le jeune Wang Chu effectue un stage de plusieurs jours dans le club mosellan en compagnie de deux compatriotes. «Le premier est aujourd'hui pro en D2 chinoise. Le deuxième? Je ne sais plus trop ce qu'il est devenu.» Le troisième, c'est Wang. Le club grenat tombe immédiatement sous le charme du garçon et l'intègre à son centre de formation.
À la suite d'une pubalgie et de ruptures des ligaments interne et externe qui l'ont empêché d'exploser ces trois dernières saisons, Wang Chu a choisi de quitter Metz. «Ils me proposaient de rester en CFA, mais à 21 ans, il était l'heure d'aller voir ailleurs.»
Ce sera finalement Esch, là où Wang débarque avec le statut de premier joueur chinois de BGL Ligue.
Le 17 mai 2013, avec Wang Chu titulaire, La Jeunesse d'Esch gagne la Coupe du Luxembourg (1-2), face à Differdange, au stade Josy-Barthel.
Le 6 juillet 2013, la Jeunesse gagne le match aller pour la qualification de la Ligue Europa face au club finnois TPS Turku avec un score de 0-2 avec un but de Wang Chu. Une semaine plus tard, Wang Chu marque encore et le match se termine sur un score de 2-1 pour les locaux. Le club se qualifie pour le deuxième tour de qualification de la Coupe d'Europe.

## Statistiques
| Saison    | Club            | Championnat        | Championnat | Championnat | Coupe nationale | Coupe nationale | Coupe de la Ligue | Coupe de la Ligue | Compétition(s) continentale(s) | Compétition(s) continentale(s) | Compétition(s) continentale(s) | Total | Total |
| Saison    | Club            | Division           | M.          | B.          | M.              | B.              | M.                | B.                | Comp.                          | M.                             | B.                             | M.    | B.    |
| 2010-2011 | FC Metz B       | CFA                | 13          | 1           | -               | -               | -                 | -                 | -                              | -                              | -                              | 13    | 1     |
| 2011-2012 | FC Metz B       | CFA                | 15          | 1           | -               | -               | -                 | -                 | -                              | -                              | -                              | 15    | 1     |
| 2012-2013 | Jeunesse d'Esch | Division Nationale | 23          | 2           | 4               | 1               | -                 | -                 | -                              | -                              | -                              | 27    | 3     |
| 2013-2014 | Jeunesse d'Esch | Division Nationale | 15          | 2           | 2               | -               | -                 | -                 | C3                             | 4                              | 2                              | 21    | 4     |

## Palmarès
- Jeunesse d'Esch
  - Vainqueur de la Coupe du Luxembourg en 2013